# Kanton Saint-Macaire
Der Kanton Saint-Macaire war bis 2015 ein französischer Wahlkreis im Arrondissement Langon, im Département Gironde und in der Region Aquitanien; sein Hauptort war Saint-Macaire.
Der 14 Gemeinden umfassende Kanton war 87,87 km² groß und hatte 10.014 Einwohner (Stand: 2012). 

## Gemeinden
| Gemeinde                | Einwohner Jahr | Fläche km² | Bevölkerungsdichte | Postleitzahl | Code INSEE |
| ----------------------- | -------------- | ---------- | ------------------ | ------------ | ---------- |
| Caudrot                 | 1170 (2013)    | –          | – Einw./km²        | 33490        | 33111      |
| Le Pian-sur-Garonne     | 835 (2013)     | –          | – Einw./km²        | 33490        | 33323      |
| Saint-André-du-Bois     | 417 (2013)     | –          | – Einw./km²        | 33490        | 33367      |
| Sainte-Foy-la-Longue    | 129 (2013)     | –          | – Einw./km²        | 33490        | 33403      |
| Saint-Germain-de-Grave  | 162 (2013)     | –          | – Einw./km²        | 33490        | 33411      |
| Saint-Laurent-du-Bois   | 248 (2013)     | –          | – Einw./km²        | 33540        | 33427      |
| Saint-Laurent-du-Plan   | 93 (2013)      | –          | – Einw./km²        | 33190        | 33428      |
| Saint-Macaire           | 2070 (2013)    | –          | – Einw./km²        | 33490        | 33435      |
| Saint-Maixant           | 1760 (2013)    | –          | – Einw./km²        | 33490        | 33438      |
| Saint-Martial           | 242 (2013)     | –          | – Einw./km²        | 33490        | 33440      |
| Saint-Martin-de-Sescas  | 591 (2013)     | –          | – Einw./km²        | 33490        | 33444      |
| Saint-Pierre-d’Aurillac | 1320 (2013)    | –          | – Einw./km²        | 33490        | 33463      |
| Semens                  | 190 (2013)     | –          | – Einw./km²        | 33490        | 33510      |
| Verdelais               | 978 (2013)     | –          | – Einw./km²        | 33490        | 33543      |

## Bevölkerungsentwicklung
| 1962 | 1968 | 1975 | 1982 | 1990 | 1999 |
| ---- | ---- | ---- | ---- | ---- | ---- |
| 7278 | 7682 | 7643 | 7872 | 8141 | 8073 |